# Championnat d'Angleterre de rugby à XV 2010-2011
Navigation
Guinness Premiership 2009-2010 Aviva Premiership 2011-2012
Le Championnat d'Angleterre de rugby à XV 2010-2011, qui porte le nom Aviva Premiership de son sponsor du moment, oppose les douze meilleures équipes anglaises de rugby à XV. La compétition change de nom et de sponsor à la suite de l'accord signé le 7 juillet 2010 avec le groupe d'assurance Aviva qui s'engage pour une période de quatre années en apportant un financement de 20 millions de livres.
Le championnat débute le 3 septembre 2010 pour s'achever par une finale prévue le 28 mai 2011 au stade de Twickenham. Une première phase de classement voit s'affronter toutes les équipes en matchs aller et retour. À la fin de cette phase régulière, les quatre premières équipes sont qualifiées pour les demi-finales et la dernière du classement est rétrogradée en National Division One. La saison se termine sur une phase de play-off avec des demi-finales et une finale pour l'attribution du titre. Cette saison, les Exeter Chiefs font leur apparition au sein de l'élite pour la première fois de leur histoire et remplacent le club des Worcester Warriors qui a été relégué en RFU Championship.
La compétition est remportée par les Saracens qui disposent en finale du tenant du titre, les Leicester Tigers, sur le score de 22 à 18,. C'est le premier titre des Sarries dans la compétition et cette victoire empêche les Tigers de réaliser le triplé après leurs victoires en 2009 et 2010. L'équipe de Leeds est quant à elle reléguée en seconde division.

## Liste des équipes en compétition
| - Bath Rugby - Exeter Chiefs - Gloucester Rugby - Harlequins | - Leeds Carnegie - Leicester Tigers - London Irish - London Wasps | - Newcastle Falcons - Northampton Saints - Sale Sharks - Saracens |

| Bath Exeter Gloucester Harlequins Leeds Leicester London · Irish Wasps Newcastle Northampton Sale Saracens |

## Résumé des résultats

### Classement de la phase régulière
| Rang | Club                 | J  | V  | N | D  | Bo | Bd | Pm  | Pe  | Diff | Pts |
| ---- | -------------------- | -- | -- | - | -- | -- | -- | --- | --- | ---- | --- |
| 1    | Leicester Tigers (T) | 22 | 16 | 1 | 5  | 8  | 4  | 594 | 403 | +191 | 78  |
| 2    | Saracens             | 22 | 18 | 0 | 4  | 2  | 2  | 484 | 318 | +166 | 76  |
| 3    | Gloucester Rugby     | 22 | 14 | 1 | 7  | 5  | 4  | 528 | 452 | +76  | 67  |
| 4    | Northampton Saints   | 22 | 14 | 0 | 8  | 6  | 3  | 533 | 430 | +103 | 65  |
| 5    | Bath Rugby           | 22 | 13 | 1 | 8  | 5  | 3  | 427 | 367 | +60  | 62  |
| 6    | London Irish         | 22 | 11 | 0 | 11 | 6  | 4  | 523 | 459 | +64  | 54  |
| 7    | Harlequins           | 22 | 9  | 2 | 11 | 4  | 8  | 482 | 384 | +98  | 52  |
| 8    | Exeter Chiefs (P)    | 22 | 10 | 0 | 12 | 0  | 5  | 428 | 460 | -32  | 43¹ |
| 9    | Wasps RFC            | 22 | 9  | 1 | 12 | 1  | 4  | 425 | 497 | -72  | 43  |
| 10   | Sale Sharks          | 22 | 6  | 1 | 15 | 1  | 5  | 432 | 618 | -186 | 32  |
| 11   | Newcastle Falcons    | 22 | 4  | 1 | 17 | 0  | 5  | 360 | 553 | -193 | 23  |
| 12   | Leeds Carnegie       | 22 | 4  | 0 | 18 | 0  | 7  | 315 | 590 | -275 | 23  |

¹ Exeter reçoit deux points de pénalité pour avoir aligné un joueur non éligible lors de la 19e journée
|  | Qualifiés pour la phase finale et la coupe d'Europe 2011-12 (no 1, no 2, no 3, no 4). |
|  | Qualifié pour la coupe d'Europe 2011-12 (no 5, no 6). |
|  | Qualifié pour la coupe d'Europe 2011-12 en tant que vainqueur du challenge européen. |
|  | Relégué en RFU Championship pour la saison 2011-2012 (no 12). |
|  | T : Tenant du titre 2010 • P : Promu 2010 V : Victoires • N : Matchs Nuls • D : Défaites • BO : Bonus Offensif • BD : Bonus Défensif • PM : Points marqués • PE : Points encaissés • Diff : Différence de points |

Attribution des points : victoire sur tapis vert : 5, victoire : 4, match nul : 2, défaite : 0, forfait : -2 ; plus les bonus (offensif : 4 essais marqués ; défensif : défaite par 7 points d'écart maximum).
Règles de classement : 1. Nombre de victoires ; 2.différence de points ; 3. nombre de points marqués ; 4. points marqués dans les matchs entre équipes concernées ; 5. Nombre de victoires en excluant la 1re journée, puis la 2e journée, et ainsi de suite.

### Phase finale
Les quatre premiers de la phase régulière sont qualifiés pour les demi-finales. L'équipe classée première affronte à domicile celle classée quatrième alors que la seconde reçoit la troisième.
|  | Demi-finales                          | Demi-finales                          |                      |    | Finale                                      | Finale                                      |
|  | Demi-finales                          | Demi-finales                          |                      |    | Finale                                      | Finale                                      |
|  |                                       |                                       |                      |    |                                             |                                             |
|  | 14 mai 2011 à Welford Road, Leicester | 14 mai 2011 à Welford Road, Leicester |                      |    | 28 mai 2011 au stade de Twickenham, Londres | 28 mai 2011 au stade de Twickenham, Londres |
|  | 14 mai 2011 à Welford Road, Leicester | 14 mai 2011 à Welford Road, Leicester |                      |    | 28 mai 2011 au stade de Twickenham, Londres | 28 mai 2011 au stade de Twickenham, Londres |
|  | [1] Leicester Tigers                  | 11                                    |                      |    | 28 mai 2011 au stade de Twickenham, Londres | 28 mai 2011 au stade de Twickenham, Londres |
|  | [1] Leicester Tigers                  | 11                                    |                      |    | 28 mai 2011 au stade de Twickenham, Londres | 28 mai 2011 au stade de Twickenham, Londres |
|  | [4] Northampton Saints                | 3                                     |                      |    | 28 mai 2011 au stade de Twickenham, Londres | 28 mai 2011 au stade de Twickenham, Londres |
|  | [4] Northampton Saints                | 3                                     | [1] Leicester Tigers | 18 |                                             |                                             |
|  | 15 mai 2011 à Vicarage Road, Watford  |                                       | [1] Leicester Tigers | 18 |                                             |                                             |
|  |                                       | [2] Saracens                          | 22                   |    |                                             |                                             |
|  | [2] Saracens                          | [2] Saracens                          | 22                   | 12 |                                             |                                             |
|  | [2] Saracens                          |                                       |                      | 12 |                                             |                                             |
|  | [3] Gloucester Rugby                  | 10                                    |                      |    |                                             |                                             |
|  | [3] Gloucester Rugby                  | 10                                    |                      |    |                                             |                                             |

## Résultats détaillés

### Phase régulière

#### Tableau synthétique des résultats
L'équipe qui reçoit est indiquée dans la colonne de gauche.
| Clubs              | BAT   | EXE   | GLO   | HAR   | LEE   | LEI   | IRI   | WAS   | NEW   | NOR   | SAL   | SAR   |
| ------------------ | ----- | ----- | ----- | ----- | ----- | ----- | ----- | ----- | ----- | ----- | ----- | ----- |
| Bath Rugby         |       | 28-18 | 3-18  | 19-15 | 16-13 | 6-37  | 20-13 | 6-11  | 42-12 | 38-8  | 31-16 | 13-17 |
| Exeter Chiefs      | 9-12  |       | 22-10 | 20-6  | 15-9  | 15-22 | 9-12  | 21-8  | 22-17 | 30-9  | 24-19 | 12-33 |
| Gloucester Rugby   | 34-22 | 37-23 |       | 33-26 | 22-21 | 19-12 | 23-9  | 22-20 | 34-9  | 27-15 | 68-17 | 19-13 |
| Harlequins         | 6-6   | 40-13 | 53-15 |       | 51-18 | 13-17 | 28-18 | 17-10 | 23-12 | 16-20 | 21-9  | 13-16 |
| Leeds Carnegie     | 16-32 | 27-22 | 15-13 | 3-38  |       | 9-15  | 27-19 | 8-17  | 5-22  | 13-23 | 3-6   | 14-26 |
| Leicester Tigers   | 21-15 | 37-27 | 41-41 | 18-13 | 48-6  |       | 32-23 | 21-12 | 44-19 | 27-16 | 54-21 | 14-15 |
| London Irish       | 24-25 | 39-17 | 23-16 | 15-9  | 40-24 | 14-23 |       | 25-12 | 23-14 | 20-26 | 39-26 | 33-16 |
| London Wasps       | 10-43 | 24-12 | 9-10  | 29-29 | 51-18 | 37-30 | 33-25 |       | 33-16 | 10-37 | 33-26 | 15-26 |
| Newcastle Falcons  | 11-14 | 13-23 | 12-6  | 33-18 | 29-30 | 13-24 | 12-46 | 29-17 |       | 15-22 | 19-19 | 13-15 |
| Northampton Saints | 31-10 | 27-21 | 16-18 | 13-16 | 31-24 | 27-19 | 35-23 | 39-3  | 34-13 |       | 53-24 | 15-29 |
| Sale Sharks        | 7-19  | 24-30 | 36-31 | 21-17 | 15-12 | 16-18 | 20-34 | 24-25 | 35-18 | 10-19 |       | 28-22 |
| Saracens           | 20-9  | 9-23  | 35-12 | 26-14 | 39-0  | 26-20 | 12-6  | 13-6  | 24-9  | 24-17 | 28-13 |       |

|  | Victoire à domicile |  | Match nul |  | Défaite à domicile |

#### Détail des résultats
Les points marqués par chaque équipe sont inscrits dans les colonnes centrales (3-4) alors que les essais marqués sont donnés dans les colonnes latérales (1-6). Les points de bonus sont symbolisés par une bordure bleue pour les bonus offensifs (quatre essais ou plus marqués), orange pour les bonus défensifs (défaite avec au plus sept points d'écart), rouge si les deux bonus sont cumulés. 

### Phase finale

#### Demi-finales
| 14 mai 2011 15h15 WET | Leicester Tigers                                        | 11 - 3 (3 - 0) | Northampton Saints        | Welford Road, Leicester 20 137 spectateurs Arbitre : Wayne Barnes |
| 14 mai 2011 15h15 WET | Essai(s) : Tuilagi (71e) Pénalité(s) : Flood (36e, 59e) |                | Pénalité(s) : Myler (46e) | Welford Road, Leicester 20 137 spectateurs Arbitre : Wayne Barnes |
| 14 mai 2011 15h15 WET |                                                         |                |                           | Welford Road, Leicester 20 137 spectateurs Arbitre : Wayne Barnes |

| 15 mai 2011 14h30 WET | Saracens                                     | 12 - 10 (6 - 3) | Gloucester Rugby                                                                          | Vicarage Road, Watford 12 032 spectateurs Arbitre : Andrew Small |
| 15 mai 2011 14h30 WET | Pénalité(s) : Farrell 4 (16e, 22e, 41e, 72e) |                 | Essai(s) : Robinson (68e) Transformation(s) : Robinson (69e) Pénalité(s) : Robinson (40e) | Vicarage Road, Watford 12 032 spectateurs Arbitre : Andrew Small |
| 15 mai 2011 14h30 WET |                                              |                 |                                                                                           | Vicarage Road, Watford 12 032 spectateurs Arbitre : Andrew Small |

#### Finale
| 28 mai 2011 15h00 WET | Leicester Tigers                                    | 18 - 22 (9 - 16) | Saracens | Stade de Twickenham, Londres 80 016 spectateurs Arbitre : Wayne Barnes |
| 28 mai 2011 15h00 WET | Pénalité(s) : 6 Flood (9e, 17e, 38e, 49e, 69e, 74e) |                  | Essai(s) : 1 Short (29e) Transformation(s) : 1 Farrell (30e) Pénalité(s) : 5 Farrell (5e, 19e, 35e, 42e, 73e) | Stade de Twickenham, Londres 80 016 spectateurs Arbitre : Wayne Barnes |
| 28 mai 2011 15h00 WET |                                                     |                  | | Stade de Twickenham, Londres 80 016 spectateurs Arbitre : Wayne Barnes |

## Statistiques

### Meilleurs réalisateurs
| Rang | Joueur | Club | Points | Essais | Transf. | Pén. | Drops |
| ---- | ------ | ---- | ------ | ------ | ------- | ---- | ----- |
| 1    |        |      | 0      | 0      | 0       | 0    | 0     |
| 2    |        |      | 0      | 0      | 0       | 0    | 0     |
| 3    |        |      | 0      | 0      | 0       | 0    | 0     |
| 4    |        |      | 0      | 0      | 0       | 0    | 0     |
| 5    |        |      | 0      | 0      | 0       | 0    | 0     |
| 6    |        |      | 0      | 0      | 0       | 0    | 0     |
| 7    |        |      | 0      | 0      | 0       | 0    | 0     |
| 8    |        |      | 0      | 0      | 0       | 0    | 0     |
| 9    |        |      | 0      | 0      | 0       | 0    | 0     |
| 10   |        |      | 0      | 0      | 0       | 0    | 0     |

### Meilleurs marqueurs
| Rang | Joueur | Club | Essais |
| ---- | ------ | ---- | ------ |
| 1    |        |      | 0      |
| 2    |        |      | 0      |
| 3    |        |      | 0      |
| 4    |        |      | 0      |
| 5    |        |      | 0      |
| 6    |        |      | 0      |
| 7    |        |      | 0      |
| 8    |        |      | 0      |
| 9    |        |      | 0      |
| 10   |        |      | 0      |